# PC Engine
PC Engine（簡稱PCE），是由Hudson Soft與日本電氣（NEC）兩家日本公司聯手開發的家用遊戲機，並在1987年10月30日由NEC的子公司「NEC Home Electronics」（簡稱NEC HE）推出。

## 概要
起初，Hudson正在為該公司設計的家用遊戲機尋找財政支援，NEC則正在尋找一個加入電子遊戲市場的途徑，其後雙方一拍即合，開始了合作，於是PC Engine誕生。
PC Engine是一部十分細小的家用遊戲機，其細小的主要原因是因為它採用了高效率的三晶片架構，以及一張信用卡大小的資料卡帶HuCard。它使用了一顆增強版的MOS Technology 65C02處理器，一顆專屬設計的16位元圖像處理器HUc6270，以及一顆專屬設計的影片編碼晶片Huc6260。這三顆晶片全部為Hudson所設計。
PC Engine曾在日本極度流行，在推出後不久的銷售中，曾在銷量上打敗任天堂的FC游戏机。（自1987年到1993年間曾有不小於12款遊戲機上市。）它能夠在不同的解像度之下同時發出512種顏色，並有著非常健全的圖像鑲嵌處理能力。Hudson設計的色度編碼器能夠傳送出比FC遊戲機和世嘉Mega Drive更生動與更色彩鮮豔的影像訊號，不過該系統直到1990年才公開發表。
PC Engine於1988年推出CD-ROM²，是世界上第一部可選配CD模組的家用遊戲機，使得它有CD載體的標準好處：更多儲存空間、更便宜的載體成本、可播放Red Book標準的CD音樂。高效的設計、部分日本大型遊戲軟件廠商的支持、以及可加裝CD-ROM的能力，使得PC Engine擁有題材廣闊的遊戲軟件可供使用。其中HuCard和CD格式各擁有數百款遊戲，而在1991年NEC推出SUPER CD-ROM²後，PC ENGINE的遊戲製造商都以CD作主力遊戲媒體。
隨著圖形技術改進，PC Engine的缺點逐漸浮現，銷量亦在第四世代後期開始被任天堂拋離，最終於1994年停產，但不少遊戲者仍然樂於使用PC Engine。移植自電腦（多來自PC9801機種）但修正為三點不露的十八禁遊戲，是PC Engine持續受到歡迎的一個主要原因（當中代表作有《CAL系列》、《龍騎士系列》、《同級生》等，並使得這部遊戲機的市場壽命遠遠超越其它同時期的遊戲機。直至1999年，PC Engine仍有新遊戲推出。
|  |  |
|  |  |
|  |  |

## PC ENGINE名作&移植
| 天外魔境系列     | 伊蘇系列           | 桃太郎電鐵系列 | 桃太郎傳說系列   | 轟炸超人系列   | 獸王記       |
| 惡魔城X 血之輪迴 | Dragon Slayer系列  | 光明八勇士系列 | 羅德斯島戰記系列 | 高橋名人冒險島 | PC原人       |
| Darius           | 小蜜蜂             | 迷宮歷險系列   | R-TYPE系列       | GRADIUS        | 沙羅曼蛇     |
| 大旋風           | 最後之忍道         | 大戰略系列     | 橫山光輝三國志   | 三國志         | 雷電         |
| Princess Maker   | 純愛手札           | 卒業           | 美少女麻將       | CAL            | 美少女戰士   |
| 麻將學園         | 雀偵物語           | 龍騎士系列     | 魔物獵人妖子     | 夢幻戰士系列   | 幻想少年系列 |
| PUYO PUYO        | 快打旋風(街頭霸王) | 妖怪道中記     | 哆啦A夢系列      | 埃及王子       | 亂馬1/2      |
| 銀河小姐傳說     | 三隻眼             | 餓狼傳說       | 女神轉生         | 大魔界村（SG） | 眼鏡蛇傳說   |

## PC ENGINE周邊

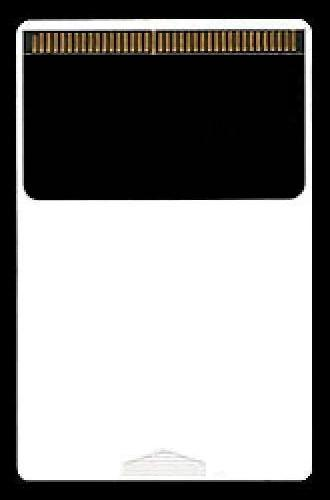
PC ENGINE HU-CARD
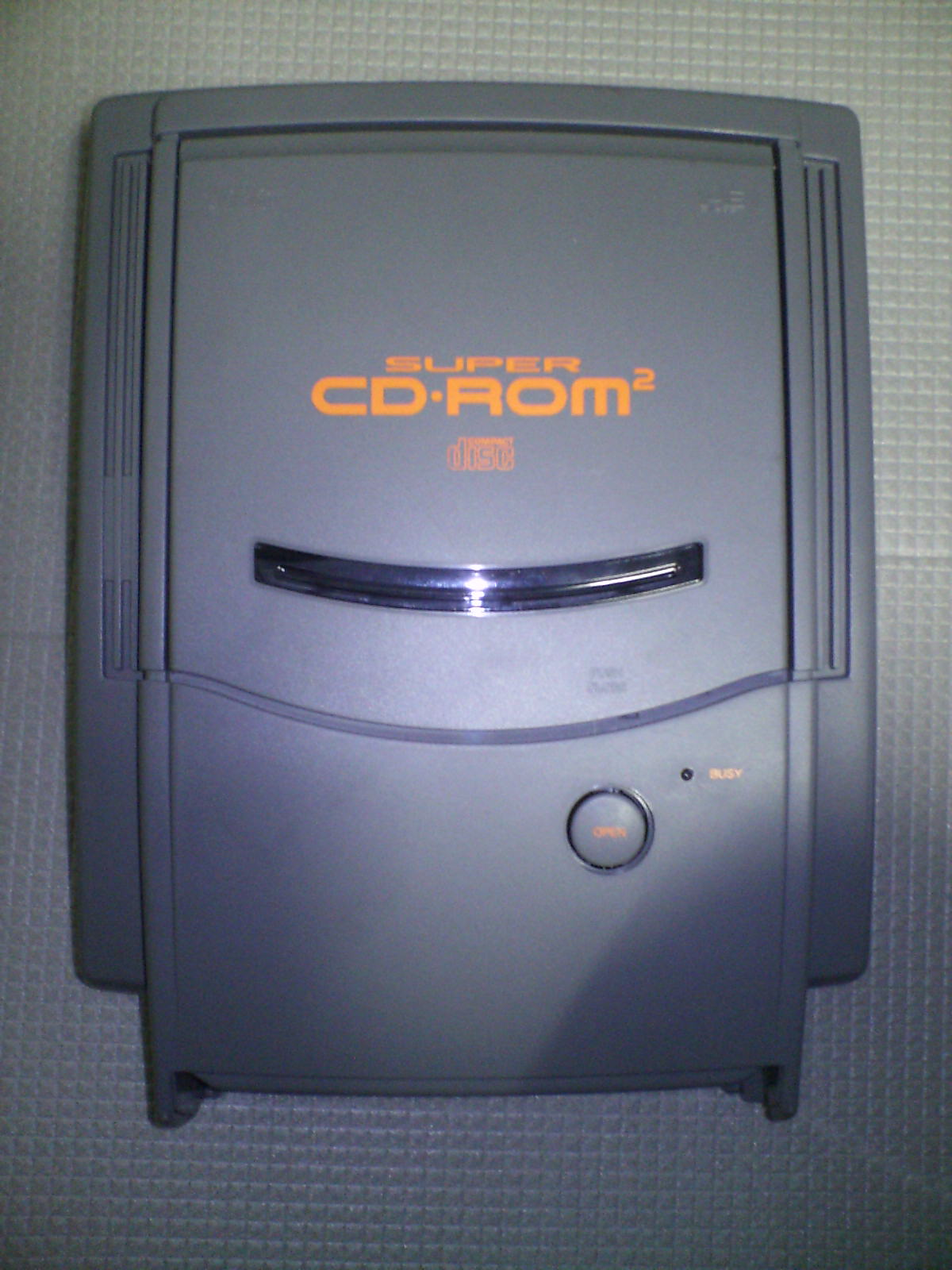
PC ENGINE SUPER CD-ROM²
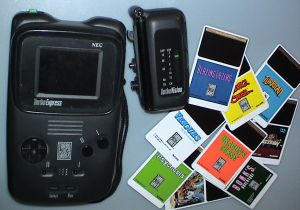
PC ENGINE GT（美版）、HU CARD和電視接收器
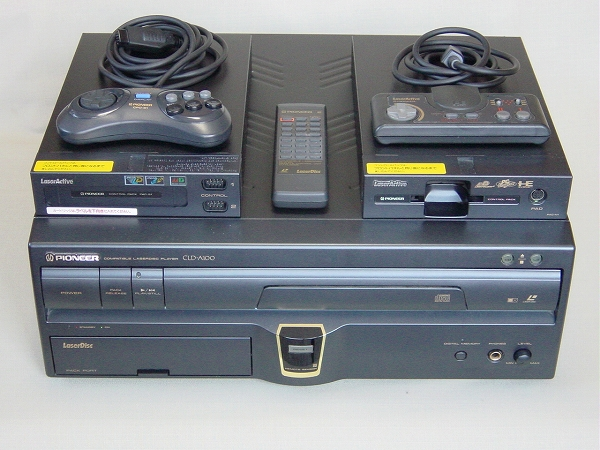
NEC與Pioneer共同生產LaserActive多功能遊戲機，可使用媒體CD LD HU CARD CD-ROM² SUPER CD-ROM² LD-ROM² Mega Drive MEGA CD MEGA-LD

## 専門杂誌
- 月刊PCエンジン（小学館）
- マル勝PCエンジン（角川書店）
- 電撃PCエンジン（メディアワークス）
- PC Engine FAN（徳間書店インターメディア）
- ファミコン通信増刊 PCエンジン通信（アスキー）

## 外部連結
- PCエンジンのゲームタイトル一覧（日语：PCエンジンのゲームタイトル一覧）（日語）